# Isskrue
Isskruer benyttes til isklatring og bjergbestigning. Iskruer består af hule metalrør med gevind på ydersiden med skarpe spidser. De drejes ind i isen med hånden og forbindes til klatrereb via en karabin.